# Forsvarets Efterretningstjeneste
|  | Forsvarets Efterretningstjeneste benævnes ofte (fejlagtigt) FET. For andre betydninger, se FET |
Forsvarets Efterretningstjeneste (FE, tidligere Generalstabens Efterretningssektion) er den ene af Danmarks to efterretningstjenester; den anden er Politiets Efterretningstjeneste (PET).

## Opgaver
FE har tre primære opgaver, nemlig at fungere som udenrigsefterretningstjeneste, som militær efterretnings- og sikkerhedstjeneste, samt som national it-sikkerhedsmyndighed. Som udenrigsefterretningstjeneste skal FE indhente, analysere og formidle oplysninger om forhold i udlandet, som har eller potentielt kan have betydning for Danmark og danske interesser.
Det er i efterretningsarbejdet, at FE kan bruge sine særlige muligheder for at indhente oplysninger i udlandet af betydning for Danmarks sikkerhed, blandt andet ved hjælp af forskellige åbne eller lukkede kilder såsom eksempelvis HUMINT, SIGINT eller OSINT.
FE's efterretningsmæssige aktiviteter er som altovervejende hovedregel ikke rettet mod danskere eller personer der opholder sig i Danmark. FE kan behandle data om danskere, hvis det sker med vedkommendes samtykke eller vurderes at være nødvendigt for eller at have betydning for varetagelsen af tjenestens opgaver. FE kan behandle oplysninger om danske statsborgere eller personer der opholder sig i Danmark efter forudgående retskendelse, navnlig i terrorsager. 
I 2012 blev Center for Cybersikkerhed (CFCS) oprettet som en del af FE. CFCS skal bidrage til at beskytte Danmark mod internettrusler. Herunder skal centeret opdage, varsle om og imødegå en eventuel cyberkrig og it-angreb mod danske interesser. CFCS varetager opgaven som national it-sikkerhedsmyndighed, netsikkerhedstjeneste og telemyndighed.
I 2017 havde FE et hemmeligt budget på 871,4 mio. kroner.

## Historie
Frem til 2. verdenskrig havde det danske forsvar to separate efterretningsorganer, Generalstabens og Marinestabens Efterretningssektioner, som blev sammenlagt i 1950 som Forsvarsstabens Efterretningssektion (FST-E). De to sektioners samarbejde blev efter fredens udbrud i 1945 meget tæt.
I 1948 oprettedes Søværnets Radiotjeneste (SRT) i Charlottenlund, underlagt Marineministeriet. Søværnets Radiotjeneste blev i 1951 fælles for alle tre værn og skiftede navn til Forsvarets Centralradio (FCR). I 1957 blev tjenesten overflyttet til Amager, hvor tjenesten er til stede den dag i dag.
I 1967 blev Forsvarsstabens Efterretningssektion udskilt som en myndighed i Forsvaret og blev direkte underlagt Forsvarsministeriet på lige fod med Forsvaret og ændrede navn til Forsvarets Efterretningstjeneste. Forsvarets Centralradio blev i 1971 overført til FE og blev omdøbt til Centralradioen, som fortsatte frem til 1983, hvor Centralradioen blev omdøbt til Teknisk sektor. Efter afslutningen på den kolde krig blev tjenestens ligesom resten af Forsvaret effektiviseret og gearet til et mere globalt fokus, der hurtigt kunne fokusere på kriser eller konflikter overalt i verden. Angrebet på World Trade Center den 11. september 2001 betød dog, at tjenesten fik tilført flere midler med henblik på en fokuseret indsats mod terrorisme.

## Lokaliteter
FE er i dag placeret på en række kendte lokaliteter i Danmark:
- Kastellet i København[7] (hovedkvarter)
- Østerbro i København[8] (Center for Cybersikkerhed)
- Sandagergård på Amager[9] (indhentningsstation)
- Skibsbylejren nær Hjørring[10] (indhentningsstation)

## Kontrol
Tre forskellige organer fører kontrol med FE på forskellige grundlag. Det første er Tilsynet med Efterretningstjenesterne (forkortet TET, afløste Wamberg-udvalget i 2014), som kontrollerer, hvorvidt FE overholder lovgivningen i forbindelse med behandlingen af data vedrørende danske statsborgere. Folketingets kontroludvalg med 5 medlemmer fra Folketingets største partier sikrer en parlamentarisk kontrol og indsigt i tjenesten. Rigsrevisionen fører som det tredje organ tilsyn med, at FE's økonomiske bevillinger bliver benyttet hensigtsmæssigt.

## Chefrække
Denne liste er ufuldstændig; hjælp gerne med at udfylde den.
 Der er for få eller ingen kildehenvisninger i dette afsnit, hvilket er et problem. Du kan hjælpe ved at angive troværdige kilder til de påstande, som fremføres.

- 1950 - 1963 Oberst H.M. Lunding
- 1967 - 1973 Oberst Erik Fournais
- 1973 - 1979 Oberst Marinus Sund
- 1979 - 1986 Kommandør M. Telling
- 1986 - 1992 Generalmajor Aage Højbjerg
- 1992 - 2003 Generalmajor Jørgen O. Hjorth
- 2003 - 2008 Kontreadmiral Jørn Olesen
- 2008 - 2010 Kontreadmiral Finn Hansen
- 2010 - 2015 Cand.polit. Thomas Ahrenkiel (første civile chef for tjenesten)
- 2015 - 2020 Cand.jur. Lars Findsen[16]
- 2020 - Cand.jur. Svend Larsen[17]

## FE-sagen
Tilsynet med Efterretningstjenesterne offentliggjorde den 21. august 2020, de uklassificerede resultater af tilsynets særlige undersøgelse af materiale indleveret af én eller flere whistleblowere. Tilsynet vurderer her bl.a.
"At FE af flere omgange siden tilsynets oprettelse i 2014 og til sommeren 2020 – i forbindelse med blandt andet tilsynets konkrete kontroller samt møder med chefen for FE – har tilbageholdt centrale og afgørende oplysninger for tilsynet og givet tilsynet urigtige oplysninger om forhold vedrørende tjenestens indhentning og videregivelse af oplysninger."
"At der ved centrale dele af FE's indhentningskapaciteter er risici for, at der uberettiget kan foretages indhentning mod danske statsborgere."
"At det indleverede materiale indikerer, at FE's ledelse har undladt at følge op på eller nærmere undersøge indikationer på spionage inden for Forsvarsministeriets område."
"At det indleverede materiale indikerer, at FE før tilsynets oprettelse i 2014 har igangsat operationelle aktiviteter i strid med dansk lovgivning, herunder ved indhentning og videregivelse af en betydelig mængde oplysninger om danske statsborgere."
Forudgående havde den daværende forsvarsminister fået Tilsynet med Efterretningstjenesterne, hvis fulde uafhængighed er lovfastsat, indkaldt til møde om tilsynets særlige undersøgelse. En udvalgsbesvarelse den 14. september 2020 oplyste om i alt fem hjemsendelser af nuværende og tidligere medarbejdere i FE.
I henhold til Lov om undersøgelse af visse forhold vedrørende Forsvarets Efterretningstjeneste og et ikke offentligt tilgængeligt kommissorium, nedsatte justitsministeren den 21. december 2020, Undersøgelseskommissionen til undersøgelse af visse forhold vedrørende Forsvarets Efterretningstjeneste. Den 13. december 2021 offentliggjordes en sammenfatning af kommissionens undersøgelse omhandlende visse af punkterne i tilsynets vurdering. I sammenfatningen vurderer kommissionen bl.a., "at der ikke er grundlag for at antage, at FE generelt har indhentet og videregivet oplysninger om danske statsborgere i strid med loven." og at der "ikke er grund til at rejse kritik – hverken i forhold til tjenesten eller til de førnævnte fem personer."
Den 9. december 2021 fremkom PET med nyhedsmeddelelser, med indhold omhandlende anholdelser af nuværende og tidligere medarbejdere i PET og FE. I perioden efter nyhedsmeddelelsernes fremkomst modtog chefredaktører og udgivere, ved møder med PET og FE, beskrivelser af mulige retslige konsekvenser af at videregive fortrolige oplysninger. Senere modtog en række journalister opkald fra politiet, om at lade sig afhøre.
Den 14. januar 2022 oplyste folketingsmedlem og tidligere forsvarsminister Claus Hjort Frederiksen om at have fået en sigtelse mod sig. Den 12. maj 2022 oplyste Justitsministeriet om en indstilling fra Rigsadvokaten, om en tiltalerejsning mod Claus Hjort Frederiksen efter straffelovens paragraf 109, som lyder: "Den, som røber eller videregiver meddelelse om statens hemmelige underhandlinger, rådslagninger eller beslutninger i sager, hvorpå statens sikkerhed eller rettigheder i forhold til fremmede stater beror, eller som angår betydelige samfundsøkonomiske interesser over for udlandet, straffes med fængsel indtil 12 år."
I en række interviews og debatter forud for indstillingen om tiltalerejsning bekræftede tidligere forsvarsminister Claus Hjort Frederiksen, at den amerikanske efterretningstjeneste NSA, havde fået mulighed for at skaffe sig adgang til danske kommunikationskabler som beskrevet i Snowden-dokumenterne samt at Tilsynet med Efterretningstjenesterne, havde kunnet dokumentere tilfælde af uberettiget videregivelse af oplysninger om danske statsborgere.

## Samsam-sagen
FE er sammen med PET blevet anklaget for at svigte en person (Ahmed Samsam), som mener at han har arbejdet som agent for FE og PET.